# Anna Wilson Patterson
Anna Wilson Patterson (Lurgan, Irlanda, 27 d'octubre de 1868 - 16 de gener de 1934 a Cork) fou una compositora i organista irlandesa.
S'educà en l'Alexandra College, de Dublín, graduant-se de doctora en Música en la Royal University of Ireland, el 1889. Fou la fundadora del Feis Ceoil el 1897. El 1924 fou nomenada professora de Música irlandesa en el University College, de Cork.
Fou organista des del 1904 de la Shandon Church d'aquesta ciutat. Va cultivar la majoria de formes de composició (obres d'orquestra, corals i per a piano i orgue). Durant tota la seva vida va ser una incansable propagandista de la música popular irlandesa.
Entre els seus llibres cal assenyalar especialment: una Story of Oratorio; la biografia de Robert Schumann, en la col·lecció Master Musical Series, i Chats with Music Lovers.